# Ein sonderbarer Fall
Ein sonderbarer Fall ist eine französische Filmkomödie mit stark gesellschaftskritischen und satirischen Elementen aus dem Jahre 1937. Unter der Regie von Marcel Carné spielen Françoise Rosay, Michel Simon, Louis Jouvet und Jean-Louis Barrault die Hauptrollen.

## Handlung
London, im ausgehenden Viktorianischen Zeitalter. Den Botaniker Irwin Molyneux und seine Frau Margaret treiben große Geldsorgen um. Nach außen hin versuchen sie eine Welt der Wohlanständigkeit im gepflegt bourgeoisen Ambiente aufrechtzuerhalten, in Wahrheit wissen beide kaum, wie sie die nächste Zeit überstehen werden – wäre da nicht Molyneuxs zweite Existenz: unter dem Pseudonym Felix Chapel schreibt er nämlich Kriminalromane, und die gar nicht mal so erfolglos. Die Quelle für seine erdachten Geschichten ist das von den Molyneuxs beherbergte Mädchen Eva, die ihre Inspirationen wiederum von dem in sie verliebten Milchmann Billy erhält, einem übersprudelnden, jungen Mann mit sehr viel Phantasie. Dies ist die Ausgangssituation für eine an absurden und skurrilen Einfällen nicht eben arme Geschichte aus dem englischen Bürgertum der Jahrhundertwende.
Von seiner Kanzel bläst der Bischof von Bedford, Archibald Soper, zur Jagd auf den Autor Chapel und dessen Werke und wettert, dieser habe mit seinen „perversen“ Romanen schwere Sünden begangen, da Chapel mit seinen Mordgeschichten nicht nur die Leute vom Lesen der Bibel abhalte, sondern die Anleitung zu dem vermeintlich „perfekten Mord“ gebe. Zu allem Unglück handelt es sich bei Archibald Soper um Irwins Cousin, der wiederum nicht von Molyneuxs Doppelleben und Zweitexistenz als Autor Felix Chapel weiß. Der Bischof ist ein Scheinheiliger und Heuchler und lädt sich just an dem Tag bei seinem Vetter zum Essen ein, als die Köchin im Hause Molyneux gekündigt hat. Der Hausherr will die Fassade eines gutsituierten, finanziell abgesicherten Botanikers unbedingt aufrechterhalten, und so muss Madame, nolens volens, als Hausherrin die Rolle der Köchin übernehmen und bereitet, ehe der Bischof anrückt, heimlich das zu kredenzende und vom Bischof gewünschte Mahl, „Ente auf Orange“, die von der zum „Dienstmädchen“ umfunktionierten Eva servierte Spezialität der abtrünnigen Köchin, vor. Da aber Madame unmöglich als Köchin zu Diensten sein darf, da sich so etwas „in besseren Kreisen“ nicht gehört, muss sich die Botaniker-Gattin Margaret für die Öffentlichkeit in Luft aufgelöst haben. Wie aber soll Irwin das plötzliche „Verschwinden“ seiner Frau erklären? Die Gattin ist von einem Tag auf den anderen fort, der Ehemann schreibt Kriminalromane mit Mord und Totschlag als zentrale Ingredienzien, und die Polizei jagt seit geraumer Zeit einen unheimlichen Massenmörder, der die Gegend unsicher macht. Diese unheilvolle Melange führt dazu, dass Monsieur Molyneux alias Chapel nun ganz gegen seinen Willen in den Fokus aller Betrachtungen gerät und zu einem Hauptverdächtigen für die Schandtaten des blutrünstigen Schlitzers avanciert.
Ausgerechnet Cousin Bischof macht die Pferde scheu und glaubt, Margaret Molyneux sei vom Botaniker-Gatten, einem Experten in Sachen Pflanzengift, ins Jenseits befördert worden und schaltet daraufhin Scotland Yard ein, die bei der Suche nach einer vermuteten Leiche gleich das gesamte Gewächshaus des Botanikers radikal umpflügt. Diese Aktionen wiederum lassen Monsieur und Madame Molyneux in Panik aus dem nicht mehr ganz so trauten Heim fliehen. Man quartiert sich in einem Hotel im Chinesenviertel ein. Dort lernt Margaret einen sehr viel jüngeren Mann kennen, der sich sofort in sie verliebt. Wie kann sie ahnen, dass es sich dabei um den von der Polizei intensiv gesuchten Massenmörder William Kramps handelt, der in seinem Liebeswahn die Angebetete stets „Daisy“ nennen möchte, da er schon immer eine „Daisy“ lieben wollte? Die Dinge verkomplizieren sich, als der Zuschauer erfährt, dass Kramps unbedingt Felix Chapel beiseiteschaffen möchte und ihm daheim auflauert, da er befürchtet, dass der Autor mit seinen cleveren Milchmann-Krimis die Polizei früher oder später auf seine Spur bringen wird. Um das Durcheinander perfekt zu machen, schaltet sich dann auch noch eine Zeitung ein, die den bekannten Autor Chapel dazu auffordert, bei der Mörderjagd mitzuhelfen. Die Peinlichkeit ist perfekt, als herauskommt, dass Chapels Krimi-„Inspirationen“ auf dem Mist der jungen Hausgenossin Eva gewachsen sind, die wiederum nur die haarsträubenden Einfälle von Billy, dem verliebten Milchmann, weiterzählt hat.
Das Finale findet wieder im Haus der Molyneux statt; hier treffen die wichtigsten Protagonisten aufeinander. Auch die vermisste bzw. totgeglaubte Margaret Molyneux taucht plötzlich putzmunter und höchst lebendig wieder auf, und der Bischof wie die Polizei sind bis auf die Knochen blamiert. Dann schließlich trudelt, mit dem Fahrrad an der Hand, auch noch William Kramps ein und behauptet steif und fest, er habe irrtümlicherweise Monsieur Molyneux und nicht, wie beabsichtigt, Felix Chapel, ermordet und anschließend in die Themse geworfen. Am Schluss führt die Polizei ihn ab, gefolgt von einem wütenden Mob. So ist er „letzten Endes auch der Betrogene und wird von allen Beteiligten aufatmend als Störenfried bürgerlicher Ruhe verfolgt.“

## Produktionsnotizen
Ein sonderbarer Fall wurde im Mai und Juni 1937 in den Pathé-Studios von Joinville-le-Pont gedreht und fand am 20. Oktober 1937 seine Uraufführung in Paris. In Deutschland wurde der Film erst nach dem Krieg, am 30. April 1953, aufgeführt. Die Fernseherstausstrahlung fand am Silvestertag 1968 im 3. Programm des WDR statt.
Die Filmbauten schuf Alexandre Trauner. In einem winzigen Auftritt ist kurz der junge Jean Marais zu sehen.

## Kritiken
„Eine intelligente und groteske Komödie von durchaus anarchistischem Zuschnitt. Die Vertreter der Staatsautorität, der Bischof und die Polizei, erscheinen als heuchlerisch und dümmlich; der gute Bürger Molyneux hütet ängstlich das Geheimnis seiner Doppelexistenz und zehrt von den Einfällen seines Milchmannes; die Zeitungen lassen sich von einem Blender bluffen; und lediglich der Bauchaufschlitzer Kramps handelt ‚vernünftig‘ und mit innerer Logik.“

„Eine grotesk-burleske Geschichte, die Marcel Carné zu einem fröhlich-anarchistischen Film mit viel Witz und brillanter Sozialkritik umsetzt. Die bürgerliche Moral bricht sich in dieser Kriminalgeschichte gleich mehrfach und wird zu einem satirischen Bild der Gesellschaft. Intensiv-intelligente Spannung.“

„‚Ein sonderbarer Fall‘ war eine chaotische, turbulente und rabenschwarze Komödie mit anarchisch-burlesken Zügen, in der jede scheinbar noch so klare Figur immer neue Wandlungen durchmacht und kaum eine Person das ist, was sie zu sein scheint.“

„Ein vermeintlicher Mord steht im Mittelpunkt dieser heiter-anarchistischen Kriminalkomödie vom Meisterduo Marcel Carné/Jacques Prévert. Das Ganze ist aber nicht nur grotesk-witzig, sondern auch ungemein spannend. Carné zeigt hier bürgerliche Moral ganz im Zeichen der damaligen Zeit. Denn der Film entstand zur Zeit der Volksfrontregierung.“

„Bizarres Krimi-Kleinod voller Eleganz und Witz.“

„…eisige gequälte Posse.“